# Juan Manz
Juan Manz (* 1945 in Ciudad Obregón, Mexiko) ist ein mexikanischer Dichter, Herausgeber und Kulturförderer. 
Er wirkt unter anderem als Leiter des internationalen Schriftstellertreffens Bajo el asedio de los signos. Für seine literarische und akademische Arbeit erhielt er nationale und internationale Auszeichnungen. Sein Werk wurde ins Englische, Französische und Italienische übersetzt.

## Werke (Auswahl)
- Tres veces espejo (1996)
- Padre viejo (2000)
- Recital en fuga (2007)